# Grèzes, Haute-Loire
Grèzes là một xã thuộc tỉnh Haute-Loire nam trung bộ nước Pháp. Xã Grèzes, Haute-Loire nằm ở khu vực có độ cao trung bình 1065 mét trên mực nước biển.